# André Possot
André Possot, né le 22 janvier 1955 à Etterbeek (Bruxelles), est un romaniste, professeur de littérature, écrivain et traducteur belge, passionné d’art, d’histoire et de littérature.
Maître-ès-Lettres modernes de l’université de Paris VIII et agrégé de l’enseignement secondaire supérieur de l’université libre de Bruxelles, André Possot est connu du public bruxellois pour sa carrière de professeur de littérature française réalisée au sein de l’Instruction publique de la Ville de Bruxelles, principalement au lycée Henriette Dachsbeck, et celle de chef d'établissement à l’athénée Robert Catteau à travers laquelle il défend un enseignement officiel de qualité, exigent, défendant les valeurs de travail, de curiosité et de dépassement de soi. Il est également auteur d’un livre sur le sculpteur Pierre-Jean-Braecke, ami fidèle de l’architecte Victor Horta, et traducteur du livre de Yehudit Kafri (en), Zosha, de la Vallée de Jezreel à l’Orchestre rouge, qui retrace la vie de Zofia Poznańska (1906-1942), une résistante juive communiste, membre de l'Orchestre rouge,. Il possède également un diplôme de sommelier délivré par l’Associazione italiana sommelier (it). Spécialiste des vins italiens, il collabore régulièrement avec l’école d’œnologie bruxelloise Inter Wine & Dine. 

## Biographie

### Famille
André Possot est le fils de Edith Louchet (1913-1992) et de Marcel Possot (1910-1980), avocat à la Cour d’appel de Bruxelles et neveu du sculpteur Pierre-Jean Braecke (1858-1938).

### Enfance et formation
Bercé par une grand-mère et une grand-tante (Elodea Romeo, 1875-1972, épouse Pierre-Jean Braecke) italiennes, André Possot apprend simultanément le français et l’italien. Il en garde un amour profond pour les langues latines et leur musicalité. Fils d’avocat, il imite son père en sautant sur les tables pour entonner des discours flamboyants qu’il traduira plus tard en grec ancien. Cet amour des mots et des langues l’aide dans son apprentissage du grec ancien et du latin qu’il réalise à l’Athénée Fernand Blum, une école secondaire de Schaerbeek, où il fera la rencontre d’un jeune écrivain Jacques Cels (1956-2018).
André Possot côtoie de près l’œuvre du sculpteur Pierre-Jean Braecke (1858-1938) dont sa famille est héritière, ce qui contribue à développer sa sensibilité artistique qu’il exprime de plus en plus par les mots.
A la fin de ses études secondaires en 1974, il entame naturellement des études de philologie romane à l’université libre de Bruxelles où il fait ses deux années de candidature.
Il poursuit ses études de Philologie à Paris-VIII Vincennes qui autorise une grande mobilité entre les sections d’une même faculté. Il s’intéresse davantage à la philosophie et à la psychanalyse. Il suit les cours de Gilles Deleuze et de Jacques-Alain Miller, à la suite des séminaires de Jacques Lacan, autant de personnalités qui lui ouvrent de nouveaux horizons réflexifs.
En 1978, il termine son mémoire de licence portant en partie sur l’œuvre d’Emile Zola et obtient son diplôme de Maître-ès-Lettres modernes de l’université de Paris VIII. 
Il poursuit ses recherches et entame en 1979 un diplôme d’études approfondies à Paris-IV Sorbonne Nouvelle sous la direction d’Henri Mitterrand. Contraint de revenir en Belgique à la suite du décès de son père, il abandonne sa thèse et s’installe à Bruxelles.
Engagé comme rédacteur dans l’administration de la Ville de Bruxelles, il effectue l’équivalence de son diplôme parisien et son agrégation de l’enseignement secondaire supérieur qu’il obtient en 1981 à l’université libre de Bruxelles. Ce certificat pédagogique marque le début de sa carrière d’enseignant.

### Carrière
André Possot entame sa carrière de professeur de langue française à la Ville de Bruxelles en 1981. Il exercera principalement au lycée Henriette Dachsbeck.
Européen convaincu, il participe au programme d’échange Socrates réservé aux enseignants (aujourd'hui inclus dans le programme Erasmus) , et rencontre son homologue Georges Papadakis (el), professeur de français et de philosophie, également écrivain. Il enseigne le français durant un mois dans un lycée d’Athènes.
Le décret "Onkelinx" réduisant ses perspectives d’évolution dans l’enseignement secondaire supérieur (suppression de 3000 emplois dans l'enseignement secondaire francophone), André Possot entame une formation pour devenir chef d’école. Il est désigné tour à tour Sous-directeur et Directeur de l’Institut Diderot (de 1997 à 2002) et ensuite Préfet des études à l’athénée Robert Catteau (de 2003 à 2015).
Retraité de l’enseignement depuis janvier 2016, il consacre son temps à la recherche et à l’écriture, dans les domaines artistiques, historiques, littéraires et philosophiques, ainsi qu'à la traduction française de publications étrangères (anglais, italien).

### Engagement
André Possot est à la fois reconnu et critiqué pour son engagement dans la défense d’un enseignement de qualité, basé sur la connaissance des langues (anciennes et modernes) et des sciences plus que les compétences,.
C’est encore à travers les mots, prononcés en tribune, qu’il invite les jeunes dont il a la charge à réfléchir et à se dépasser. Il s’opposera tout au long de sa carrière de chef d’école aux différents décrets inscriptions qui sous prétexte d’égalité des chances et de mixité sociale ont bousculé l’équilibre de certains établissements scolaires,,. Sa position de directeur d’école lui permet d’encourager de nombreux projets d’élèves en fédérant les professeurs autour des valeurs qui lui sont chères, à savoir curiosité, dépassement de soi, démocratie, neutralité, tolérance et respect. Parmi eux, le projet Trait-d’Union qui soutient le développement d’une école au Burkina Faso et l’atelier d’écriture qui verra la publication de quelques ouvrages, dont Histoire dérobée, édité en 2010 par les éditions E.M.E. (Fernelmont), un récit romancé sur toile de fond historique qui s’attache à reconstituer une page de la résistance bruxelloise face au nazisme durant la Seconde Guerre mondiale. 
Aujourd’hui retraité de l’enseignement, il poursuit son engagement dans la valorisation d’un enseignement de qualité à travers l’association Learn to be qui vise à mettre les dernières connaissances scientifiques (neurosciences) au service du monde de l’éducation.
Attaché aux valeurs fondamentales des droits humains, et sensible à la question du temps et de la mémoire, André Possot s'intéresse au destin de Zofia Poznańska, une résistante juive communiste, arrêtée en décembre 1941 dans la maison qu'il occupe. Ses recherches le conduisent au livre de Yehudit Kafri (en), Zosha, de la Vallée de Jezreel à l’Orchestre rouge dont il réalise la traduction française, publiée en 2021.

## Publications
André Possot commence son activité littéraire sous le pseudonyme de Milan Derey. Il réalise également diverses préfaces pour des artistes contemporains présentés à la Galerie 2016, à Bruxelles, entre 1982 et 1988.

### Sous le pseudonyme Milan Derey

#### Textes
- «L’Erre du Temps – chanson» (Extrait) (Revue Dirty 4/5, La Beauté/Le Suicide, Paris, 1980)
- L'Erre du Temps, texte et apparition dans le court-métrage réalisé par Frédéric Maire, directeur actuel de la Cinémathèque Suisse, 1981.
- «La Vérité effacée» (Extrait) (Revue Dirty 8/9, L’Image au Corps, Paris, 1983)
- «De Retour parmi Nous» (Revue Mots de Passe n°3, Reflets de Flandres, Bruxelles, 1984)

#### Ouvrages non publiés
- L’Erre du Temps – chanson, 1979
- La Vérité effacée, 1980

### Sous le nom d’André Possot

#### Roman
- Pierre Braecke, Sculpteur intime[15] (E.M.E., Fernelmont, 2011)

#### Textes et contributions diverses
- «Thèmes et fantasmes de la machine dans la Bête Humaine[16]» (Les Cahiers naturalistes, 1983)
- Participation au catalogue de l’exposition Chine, Ciel et Terre, 5000 ans d’Inventions et de Découvertes[17] (Musées royaux d’art et d’histoire du Cinquantenaire, Bruxelles, 1988)
- «Avant-propos» du livre Histoire dérobée[18], de H.ADES, (E.M.E., Fernelmont, 2011)
- «Préface» de la réédition du Cloître de sable[19], de Jacques Cels (Névrosée, Bruxelles, 2020)

#### Texte non publié
- Le Sang fortuit, texte pour le coffret de six gravures de Johan Van Mullem (Galerie 2016, Bruxelles, 1990)

#### Traduction
- Yehudit Kafri (en), Zosha, de la Vallée de Jezreel à l’Orchestre rouge[20], traduction française d’André Possot (Jourdan, Bruxelles, 2021)